# Basel Adra
Basel Adra (At-Tuwani, 13 giugno 1996) è un attivista, avvocato, giornalista, regista, sceneggiatore e montatore palestinese, vincitore del Premio Oscar al miglior documentario per No Other Land.

## Biografia
Nato nel 1996 a At-Tuwani, ha iniziato a lavorare come attivista e fotografo volontario per B'Tselem. Successivamente è diventato giornalista per le testate +972 Magazine e Local Call, collaborando con il fotoreporter Oren Ziv.
Nel 2024 ha co-diretto, co-scritto e montato il documentario No Other Land, presentato al Festival di Berlino 2024. Grazie a questo lavoro ha ricevuto la candidatura e ha conseguito la vittoria del Premio Oscar al miglior documentario.

## Filmografia

### Regista
- No Other Land, co-regia con Yuval Abraham, Rachel Szor e Hamdan Ballal (2024)

### Sceneggiatore
- No Other Land, regia di Basel Adra, Yuval Abraham, Rachel Szor e Hamdan Ballal (2024)

### Montatore
- No Other Land, regia di Basel Adra, Yuval Abraham, Rachel Szor e Hamdan Ballal (2024)

## Riconoscimenti
- Premio Oscar
  - 2025 - Premio al miglior documentario per No Other Land
- Premio BAFTA
  - 2025 - Candidatura al miglior documentario per No Other Land